# Rio Branco (Mato Grosso)
Rio Branco is een gemeente in de Braziliaanse deelstaat Mato Grosso. De gemeente telt 5.208 inwoners (schatting 2009).
De gemeente grenst aan São José dos Quatro Marcos, Araputanga, Lambari d'Oeste, Salto do Céu en Reserva do Cabaçal.